# Daniel Farani
Pas d'image ? Cliquez ici

a Compétitions nationales et continentales officielles uniquement.

b Matchs officiels uniquement.
Dernière mise à jour le 19 août 2018.
Daniel Farani, né le 14 mars 1977 à Wellington (Nouvelle-Zélande), est un joueur de rugby à XV néo-zélandais. Il joue en équipe des Samoa et évolue au poste de troisième ligne centre (1,96 m pour 120 kg).

## Carrière

### En club
Il a joué cinq matchs de Super 14 en 2005 avec les Sharks.

### En équipe nationale
Il a honoré sa première cape internationale en équipe des Samoa le 2 juillet 2005 contre l'équipe des Tonga.

## Statistiques en équipe nationale
- 9 sélections en équipe des Samoa
- 3 essais (15 points)
- Sélections par année : 6 en 2005, 3 en 2006